# 2021年復旦大學數學科學學院殺人事件
2021年復旦大學数学科学学院殺人事件，又叫作复旦割喉案、姜文華持刀殺人案、王永珍遇害案，是發生在2021年6月7日當地時間14時52分於中华人民共和国上海市楊浦區复旦大学邯郸校区复旦大学数学科学学院的一起兇殺案。犯罪嫌疑人為該學院的“青年研究員”姜文華（男，39歲），被害者為复旦大学数学科学学院黨委書記王永珍（男，48歲）。據媒體報導，嫌犯是以尖銳物刺入被害人咽喉處，最終使其因失血過多身亡。

## 背景

### “非升即走”

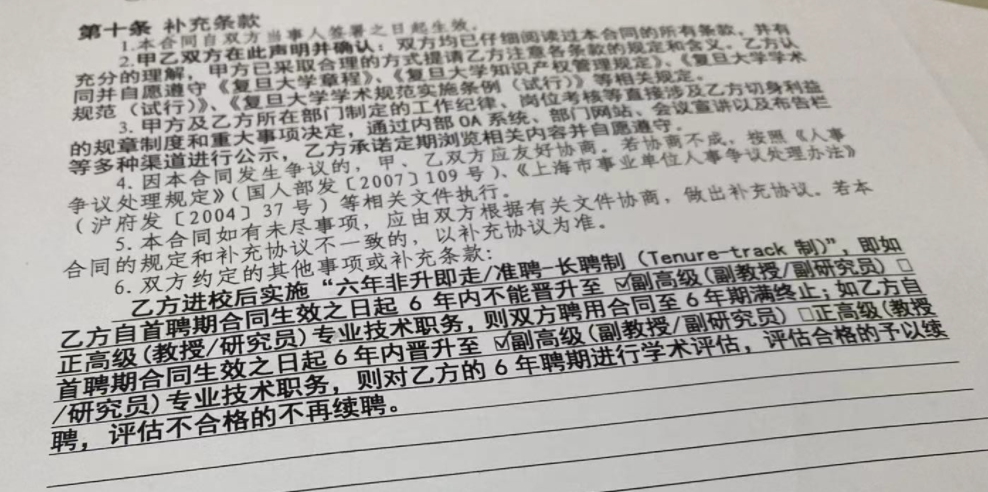
復旦大學一個教師合同內規定的非升即走

案发时，中国高校普遍采用一种“非升即走”的人事聘任制度，要求博士后或者青年教师在指定期限内完成职称评定及发表一定数量论文，以谋求终身教职，否则会被解聘。“非升即走”制度原本由美國引進、國際通用，即大學對招收的教師，僅簽一定年期的臨時合同，大多為六年，學術界一般稱為「發表或死亡」，這種制度在研究型大學尤為常見。
复旦大学2014年10月出台的《复旦大学关于深化校院两级人事管理改革的若干意见》提出，学校对新录用的教师实施“预聘-长聘”制。2015年，复旦大学首先选取10%的院系作为试点推行此项改革。

### 姜文华
姜文华2000年高中毕业于复旦大学附属中学，进入复旦大学数学专业就读。在复旦大学就读期间，他与两名队友合作代表复旦大学获得了2002高教社杯全国大学生数学建模竞赛一等奖。2003年9月，“2002年全国大学生数学模型竞赛复旦大学数学模型竞赛队”获得复旦大学首届校长奖。2004年，姜文华获学士学位。随后，他赴美国罗格斯大学学习，2009年获统计学博士学位。他的博士导师为张存惠，博士学位论文题目为。2009至2011年，在美国国立卫生研究院下属研究机构和约翰斯·霍普金斯大学从事博士后研究。2012年至2015年，在苏州大学任教。不過合同到期後並沒有續約。2016年9月至案发时，以青年研究员的身份于复旦大学数学科学学院概率与统计精算系工作；2019年6月，其首个3年聘期考核未合格，不再续聘，之后两次签订1年期聘用合同。

### 王永珍
王永珍（1973年3月5日－2021年6月7日），男，江西万年人，硕士学位，副研究员职称。中学毕业于万年中学。1994年，本科毕业于兰州大学化学系。1997年，硕士毕业于复旦大学化学系，留校工作。早年曾任复旦大学研究生院招生办副主任、学位办主任。在职攻读复旦大学管理学院产业经济学专业博士研究生，2007年4月聘为副研究员。2009年升任数学科学学院副院长，2014年至2018年任校人事处副处长，2016年4月29日至2017年4月29日，挂职云南省德宏州人民政府副秘书长一年。2017年至2018年兼任校党委教师工作部副部长。2018年1月15日，任复旦大学数学科学学院党委书记，试用期一年后转正。兼任大数据学院党委书记。2021年6月7日14时52分，于邯郸路校区内被同校教师姜文华刺死，享年48岁。

## 事件經過

### 作案時
姜文華于2016年9月1日前往母校復旦大學任教，簽約三年，2019年6月聘期考核未通过，不再续聘3年期合同。姜文華在網購尖銳刀具（兇器）後于6月7日前往數學科學學院樓王永珍的辦公室將其割喉，並且砍殺数十刀，導致王永珍當場死亡。作案后，姜文华在得知他人报警的情況下依然在现场等待。姜文华被抓时承認殺人，而且自曝被压迫和虐待。联合早报等媒體撰稿認爲“姜文华签约六年后被校方解聘心怀不满导致报复”，而校方則在事發后公佈資料，稱姜文華先前就已两次请求续签1年期合同并获准。

## 後續

### 復旦大學
復旦大學數學科學學院官網發佈通告悼念遇害人王永珍，並表示學校及學院已第一時間成立工作組，全力配合警方開展調查，竭力做好善後工作。同時將網站整体颜色調爲黑白色以默哀。2021年6月15日，复旦大学校友会、复旦大学数学科学学院、复旦大学工会、复旦大学校友会和上海复旦大学校友会为王永珍募捐。
2021年6月17日，复旦大学就此事件发表情况说明。经查，王永珍、姜文华二人没有合作发表過学术论文，也不存在剽窃学术成果的情况。而姜文华与学校签订的1年聘期合同尚未期满，学校并未作出与姜文华解除或终止聘用合同的决定。

### 司法机关
案发后，姜文华被上海市公安局刑事拘留。6月21日，上海市人民检察院第二分院发布消息称，该院以涉嫌故意杀人罪，依法对犯罪嫌疑人姜文华批准逮捕。
2023年5月23日上午，上海市第二中级人民法院一审公开开庭审理姜文华故意杀人案。
2024年2月1日上午，上海市第二中级人民法院以故意杀人罪判处姜文华死刑，缓期二年执行，剥夺政治权利终身；对姜文华限制减刑。经鉴定，姜文华患有复发性抑郁障碍，所以被判定具有限定刑事责任能力。

### 網絡輿論
警方通报时称“上海市杨浦区邯郸路某大学发生一起持刀伤人案件”，然因杨浦区邯郸路的大学只有复旦一所，故一时舆论纷纷将案发地点指向可能为复旦大学，随后也被证实。事后许多在北美曾经跟姜文华共事的同学室友撰文回忆姜文华其人；大都提到姜博士不善言谈，但从未有暴力侵向，不曾与人为敌也从不给人添麻烦，对其作案动机感到疑惑。随后事件被害人王永珍被外网爆料曾於2018年将复旦数学系女生，22岁的任奕怡，送入精神病院，导致其跳楼自杀。。网络舆论猜测杀人事件可能与“非升即走”有关，部分学者谴责中国某些高校对任期制的滥用，饶毅发文反对网络全面否定预聘制。

## 类似事件
2016年1月7日，李思涯因对学校职称评审制度不满，公开掌掴当时中山大学博雅学院院长甘阳。
2021年7月5日，上海市政设计院发生一起类似案件，一名海归博士因合同到期未被续签而持刀将研究所所长割喉杀害。

## 社会评价
台北海洋科技大學通識教育中心副教授吳建忠认为，从2016年中山大学博雅学院掌掴事件到2021年复旦大学数学科学学院杀人事件，大膽西進的「台籍教師」应当看到，被殺死的是王永珍、被掌摑的是甘陽，但真正該檢討卻是中國大專院校的官本位現象。